# Вилхелм Лист
Зигмунд Вилхелм Валтер фон Лист (14. мај 1880 — 17. август 1971) је био немачки генерал-фелдмаршал. Учествовао је у Првом светском рату као официр. После присаједињења Аустрије немачком Рајху најпре је био командант 5. армијске групе у Бечу, а по избијању Другог светског рата командовао је немачком 14. и 12. армијом. Био је један од команданата приликом напада на Пољску 1939. године, затим је учествовао у рату против Француске и у нападу на Југославију и Грчку 1941. године. Његове трупе су заузеле и успоставиле окупационе управе у Србији и Македонији, а он је постао војни заповедник Балкана. Лист је био један од наредбодаваца за масовни терор и злочин над цивилним становништвом окупиране Србије. У току 1942. године отишао је на источни фронт и командовао групом армије А, ради освајања Кубана и Кавказа али је убрзо смењен. По завршетку рата 1948. год. осуђен је од Савезничког војног суда на доживотни затвор, али је 1952. годиине пуштен на слободу.